# MF Stena Spirit
Stena Spirit − duży prom pasażersko-samochodowy szwedzkiego armatora Stena Line. Wszedł do eksploatacji w 1988 roku jako Stena Scandinavica, by − po generalnej przebudowie w Göteborgu i zmianie nazwy w 2011 roku − wejść na linię Karlskrona–Gdynia.

## Historia
Stena Scandinavica był drugim z czterech promów zamówionych w latach osiemdziesiątych XX wieku w Stoczni Gdańskiej przez Stena Line dla obsługi połączeń portów skandynawskich z europejskimi. Został zwodowany w roku 1983 jako Stena Germanica, ale problemy, z którymi borykała się stocznia, opóźniły wykończenie statku do roku 1988, kiedy to − już jako Stena Scandinavica − zaczął obsługiwać linię Göteborg–Kilonia wspólnie z siostrzaną nowo nazwaną Stena Germanica (obecnie Stena Vision). Pozostałe dwa kadłuby, które były zaplanowane jako Stena Polonica (wykończony dla greckiego armatora ANEK Lines jako El Venizelos) i Stena Baltica (obecnie MV Regent Sky, przedłużony o ponad 50 m, ale wciąż nieukończony wycieczkowiec).
W kwietniu 2011 roku Stena Scandinavica została zastąpiona na linii Göteborg-Kilonia przez nowo zbudowany prom o tej samej nazwie MS Stena Scandinavica (zbudowany w 2003). Po gruntownej przebudowie przechrzczono Stena Scandinavica na Stena Spirit i w 2011 roku wprowadzono na linię Karlskrona–Gdynia.
Zmiany nazw promów armatora Stena Line (wybierane na drodze konkursu) wiążą się z liniami, na których kursują. I tak (przykładowo) między portami skandynawskimi krążą promy o nazwach Stena Danica, Stena Nordica czy Stena Saga; porty brytyjskie i holenderskie obsługują Stena Britannica i Stena Hollandica, zaś skandynawskie i niemieckie Stena Scandinavica i Stena Germanica. Dla połączeń z Gdynią wybrano nazwy „zjawiskowe”: Stena Vision i Stena Spirit.
Nazwę Stena Spirit wyłoniono na drodze ogólnopolskiego konkursu (napłynęło blisko 14 tysięcy propozycji). Matką chrzestną była pochodząca z Gdyni aktorka Anna Przybylska.

## Wypadek w Gdyni
17 maja 2012 roku o godz. 8.45 Stena Spirit opuszczał gdyński terminal promowy w drodze do Karlskrony, gdy niespodziewanie dziób manewrującego promu uderzył w jedną z suwnic Bałtyckiego Terminala Kontenerowego, co spowodowało zwalenie konstrukcji dźwigu na nabrzeże. Trzech pracowników terminala kontenerowego zostało rannych, w tym dwóch ciężko. Nikt z pasażerów i członków załogi Stena Spirit nie odniósł obrażeń. Do zbadania przyczyn wypadku powołano specjalną komisję. W lutym 2016 roku w wyniku choroby zmarł kapitan Stena Spirit Krzysztof Romowicz, obarczany przez prokuraturę  odpowiedzialnością za wypadek, co de facto oznacza umorzenie postępowania w tej sprawie.